# Ophryotrocha lobifera
Ophryotrocha lobifera är en ringmaskart som beskrevs av Oug 1978. Ophryotrocha lobifera ingår i släktet Ophryotrocha och familjen Dorvilleidae. Inga underarter finns listade i Catalogue of Life.